# Morrison (Kolorado)
Morrison – miasto w Stanach Zjednoczonych, w stanie Kolorado, w hrabstwie Jefferson.